# Тит Стаций
Тит Стаций (на латински: Titus Statius) е политик на Римската република през 5 век пр.н.е. Произлиза от плебейската фамилия Стации.
През 475 пр.н.е. той става народен трибун. Колега му е Луций Цедиций. Двамата обвиняват консула от предната година Спурий Сервилий Приск за военната му тактика в победоносната му битка против етруските на Яникул.